# Lagaropsylla senckenbergiana
Lagaropsylla senckenbergiana är en loppart som beskrevs av Beaucournu et Fahr 2003. Lagaropsylla senckenbergiana ingår i släktet Lagaropsylla och familjen fladdermusloppor. Inga underarter finns listade i Catalogue of Life.